# Георгий Гречко
Георгий Михайлович Гречко е съветски космонавт летял на три космически полета, Союз 17, Союз 26 и Союз Т-14.
Гречко е завършил Ленинградския институт по механика с доктурантура по математика. Започва работа в конструкорското бюро на Сергей Корольов и там е избран за космонавт за съветската програма до Луната. Когато програмата е прекратена, той отива да работи на космически станции Салют.
Георгий Гречко прави първото излизане в открития космос в скафандър Орлан. Това излизане е направено на 20 декември 1977 г. по време на мисия до Салют-6.
Той се отказва от космическата програма през 1992 г. за да води лекции по атмосферна физика в Руската академия на науките.
Носител е на почетното звание Герой на Съветския съюз и на 3 ордена Ленин и на много други медали и отличия.
Малката планета 3148 Гречко открита от съветския астроном Николай Черних е наименувана на космонавта.